# Susanne Lee Jacobi
Susanne Lee Jacobi (* 21. März 1989 in Louisville (Ohio)) ist eine US-amerikanische Volleyballspielerin.

## Karriere
Jacobi spielte von 2007 bis 2010 im Team der Bobcats an der Ohio University. Während der Länderspiel-Pause im November 2011 verpflichtete der deutsche Bundesligist VfB 91 Suhl die Außenangreiferin als Ersatz für die schwer verletzte Dominice Steffen. Nach der Saison 2011/12 verließ Jacobi den Verein wieder. Im November 2013 ging sie für eine Saison zum finnischen Club HPK Hämeenlinna.